# 犯罪

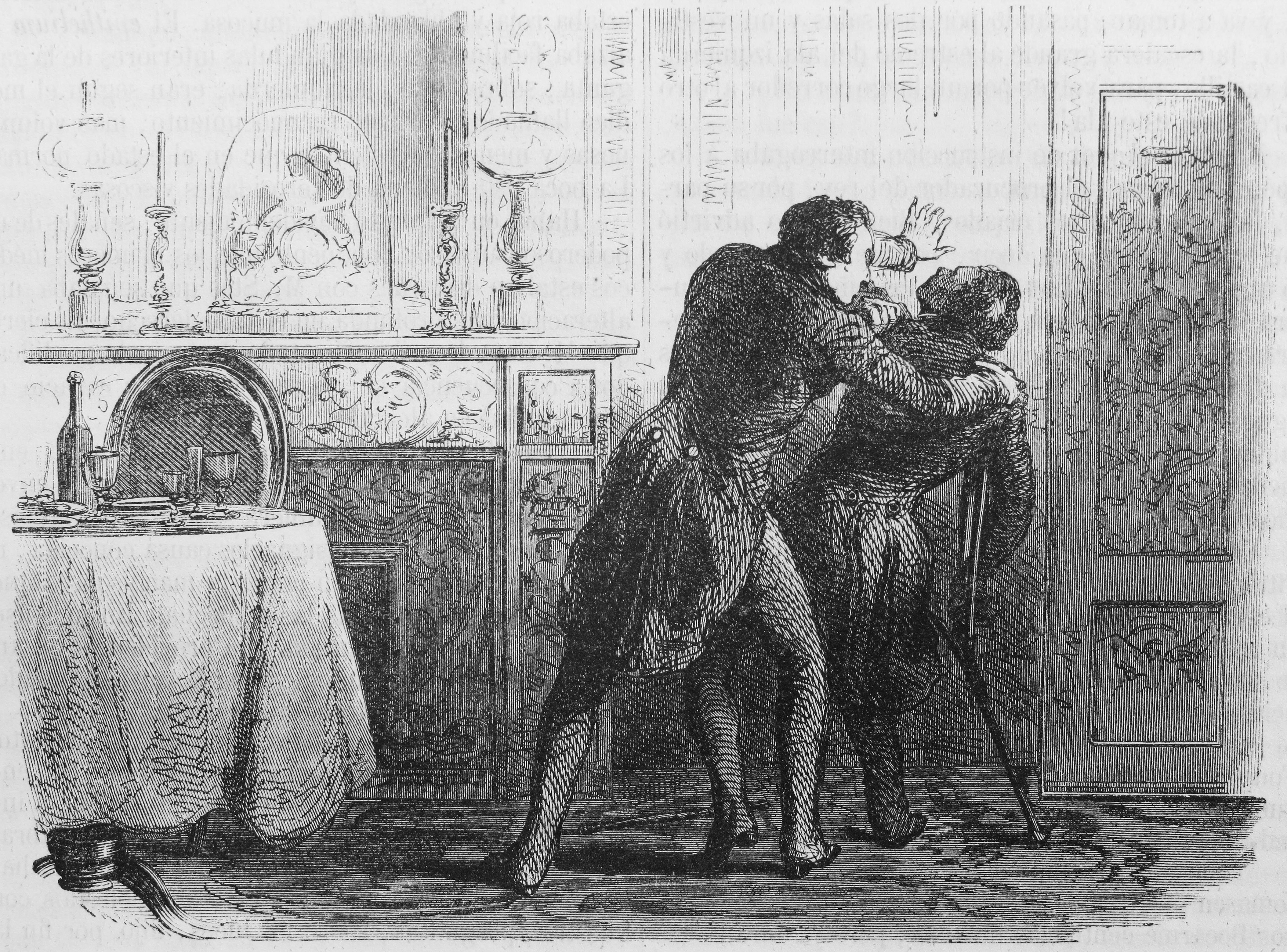
進行中の殺人事件描画（1858年）。

犯罪（はんざい、英語: crime）とは、刑罰法規に規定される「構成要件に該当する、違法で有責な行為」のことである。
なお、犯罪行為を行った者は犯罪者（犯人）と呼ばれる。近代法以前は咎人（とがにん）などと呼ばれていた。

## 概説
古代や中世には何を犯罪としどのような刑罰を与えるかは法執行者が自らの判断で勝手に決めていた（罪刑専断主義）。
近代以降は犯罪と刑罰をあらかじめ法律によって明確に定めておかなければならないとする罪刑法定主義が発達した。罪刑法定主義は、歴史的には1215年のイギリスにおけるマグナ・カルタ（第39条）に由来し、その後の権利請願（1628年）や権利章典（1689年）によって近代市民法の原理として確立したとされる。現在では多くの国で罪刑法定主義が原則とされている。
日本でも1880年に制定された刑法の第2条において「法律ニ正条ナキ者ハ何等(なんら)ノ所為ト雖(いえど)モ之(これ)ヲ罰スルコトヲ得ス」と罪刑法定主義を採用することが明記され、続いて1889年に交付された明治憲法の第23条でも「日本臣民ハ法律ニ依ルニ非スシテ逮捕監禁審問処罰ヲ受クルコトナシ」と罪刑法定主義を採用することが定められた。

## 犯罪論の体系と犯罪の定義
犯罪の成立要件をどのように構成（体系化）するかを犯罪論体系の問題と呼ぶ。
刑法学における犯罪は、ドイツの刑法理論を継受する国（日本など）においては、犯罪の成立要件を構成要件、違法、有責の三つの要素に体系化し、犯罪を「構成要件に該当し違法かつ有責な行為」と定義することが多い。
しかし、他の体系を用いて犯罪を定義する刑法学者もいる（例：構成要件該当で違法、そして故意の行為（過失は例外で認める）、「有責」は、「行為者」について問う）。

### 構成要件該当性

#### 行為論
行為でないものはおよそ犯罪たり得ないのであり、行為性は犯罪であるための第一の要件であるとも言える。行為性を構成要件該当性の前提となる要件として把握する見解もある。行為の意味についてはさまざまな見解が対立している（行為論）。
なお、行為とは作為だけでなく不作為を含む概念である。不作為による犯罪（不作為犯）としては多衆不解散罪、不退去罪、保護責任者遺棄罪などがある。
行為でないものとしてコンセンサスのある例としては、人の身分（犯罪の実行者と身分関係があること-連座・縁座など）や、心理状態（一定の思想など）などがある。これらは歴史的には犯罪とされたことがあるが、現代の刑法では行為ではないので犯罪とはされない。
ドイツの刑法学者エルスント・ベーリングなどは、犯罪の成立要件として行為、構成要件、違法、有責の4要素を挙げている。しかし、ドイツや日本の多くの学説では行為論は構成要件該当性に取り込んで論じられることが多い。

#### 構成要件論
ドイツの刑法学者・マックス・エルンスト・マイヤーをはじめとするドイツや日本での通説は、犯罪の成立要件として構成要件、違法、有責の3要素を挙げ、構成要件を犯罪の第一の成立要件とする。
犯罪の成立に関しては、罪刑法定主義の観点から、まず、構成要件該当性が判断される。問責対象となる事実については構成要件該当性（充足性とも）が必要である。構成要件とは、刑法各論や特別刑法に個別の犯罪ごとに規定された行為類型である。端的に言えば、犯罪のパターンとして規定されている内容に行為が合致するかどうかが構成要件該当性の問題である。構成要件要素としては、行為（行為を構成要件とは別の犯罪成立要件とみる説では除かれる）、行為の主体、行為の客体、行為の状況などが挙げられる。各犯罪類型の構成要件はそれぞれ固有の行為、結果、因果関係、行為主体、状況、心理状態などのメルクマール（構成要件要素）を備えており、問責対象となる事実がこれらの全てに該当して初めて構成要件該当性が肯定されるのである。なお、構成要件には基本的構成要件（直接の処罰規定があるもの）と修正された構成要件（未遂犯や共犯など）があるとされる。
行為の主体は自然人でなければならないとされ、刑法上は法人は犯罪の主体とならないとするのが日本では通説である。ただし、特別法の規定により処罰の対象とすることはできる「両罰規定」も参照）。なお、ヒト以外の生物も犯罪の主体たりえない（歴史的にはなり得るとする法制もあった）。
なお、ドイツの刑法学者・メッガーのように犯罪の成立要件に行為、違法、有責の3要素を挙げ、構成要件の要素を違法性に取り込んで考える説もある。

### 違法性
構成要件該当性の判断に続いて違法性の判断が行われる。通説によれば、構成要件は違法・有責な行為の類型ということになるから、構成要件該当性が認められたこの段階では、違法性阻却事由のみが問題となる。たとえ、構成要件に該当するとしても、違法でない行為は有害でなく、禁止されず、したがって犯罪を構成しないのである。いうなれば、構成要件という犯罪のパターンに該当する場合であっても、悪くない（違法とされない）場合には、犯罪を構成しない、ということを意味する。違法性阻却事由には、例えば「急迫不正の侵害に対して、自己又は他人の権利を防衛するため、やむを得ずにした行為は、罰しない」（刑法36条）とする正当防衛の規定がある。なお、明文のない違法性阻却事由も認められる（超法規的違法性阻却事由）。
違法性の本質は、倫理規範への違背であるとされたり（規範違反説）、法益侵害・危殆化とされたりする（法益侵害説）。両者を折衷する見解が多数であるが、法益侵害のみを本質とする見解も有力である。この対立は、違法性の判断の基準時（行為時判断か事後的判断か）の問題と絡んで、学説は深刻に対立している（いわゆる行為無価値論と結果無価値論の対立である。通常は、規範違反説＝行為時判断＝行為無価値論、法益侵害説＝事後的判断＝結果無価値論として理解されている）。

### 有責性
違法性の判断ののち責任の判断が行われる。たとえ、構成要件に該当し違法な行為であっても、それが自由（行為者の自発的）な意思による場合に初めて非難が可能となるのであり、したがって他の行為を採ることを規範的に期待しえない場合には非難が出来ず、これを治療や教育の対象とすることは別段、処罰の対象とすることは相当でないからとされる（道義的責任論）。この部分は前2段の判定により、犯罪のパターンに該当し違法な行為であると認められた場合に、その責任を当該犯人に問うことが妥当かどうか、という点を問題とするものである。
例えば、違法性阻却事由該当事実を誤想した場合には故意責任は問えないとされる（厳格責任説を除く）。また、行為者が刑事未成年者であったり重度の精神障害を患ったりしている場合には、その者の行為は処罰の対象とならない。明文のない責任要素ないし責任阻却事由も認められる。
精神障害者が犯罪を行い、心神喪失が認められて処罰の対象とならない場合の処遇は、保安処分を、同じく心神喪失が認められて重大な犯罪（殺人、重大な傷害、強盗、強姦、放火）の場合で処罰の対象とならないときの処遇はそれにあわせて心神喪失等の状態で重大な他害行為を行った者の医療及び観察等に関する法律を参照。
なお、客観的処罰条件や一身的処罰阻却事由といった処罰条件という概念があるが、これらは犯罪の成立を前提に処罰が可能かどうかという問題に過ぎないとされる。もっとも、これらを構成要件要素に組み込む見解も有力である。親告罪における告訴などは刑事手続上の訴訟条件であって、刑事実体法の問題としては扱われていない。

## 犯罪の分類

### 刑法学上の分類
- 結果発生と構成要件の関係による分類
  - 結果犯：構成要件要素として一定の結果発生を必要とする犯罪
  - 挙動犯：構成要件要素として結果発生を必要とせず、行為者の一定の外部的な身体の動静があれば成立する犯罪
  - 結果的加重犯：基本となる構成要件（基本犯）が満たされた後に、さらに一定の結果が発生した場合に成立する犯罪
- 保護法益の侵害の態様による分類
  - 実質犯：法益侵害または法益侵害の危険の発生を必要とする犯罪
    - 侵害犯：一定の具体的な法益侵害を必要とする犯罪
    - 危険犯：法益侵害の危険の発生により成立する犯罪
      - 具体的危険犯：法益侵害の具体的危険（現実的な法益侵害の危険）の発生を必要とする犯罪
      - 抽象的危険犯：法益侵害の抽象的危険（社会通念上の一般的な法益侵害の危険）の発生により成立する犯罪

  - 形式犯：法益侵害の危険の発生も必要としない犯罪
- 法益侵害と犯罪事実の関係による分類
  - 即成犯：即成犯とは、法益侵害・危殆化によって構成要件該当事実が完成し、かつ同時に終了するものをいう。
例としては殺人・傷害や器物損壊が挙げられる。殺したり壊したりすればそれ以上法益侵害が継続するわけではないからである。
  - 状態犯：法益侵害・危殆化によって構成要件該当事実が完成するが、その後も法益侵害・危殆化状況が継続する犯罪をいう。
例としては、窃盗・横領・詐欺が挙げられる。ここでは、犯罪終了後の法益侵害状況の継続は、犯罪事実にあたらない。
  - 継続犯：継続犯とは、法益侵害・危殆化状況の継続が要件となっている犯罪をいう。
例としては監禁罪が挙げられる。
＞継続犯と状態犯の区別について
ともに、法益侵害・危殆化状況＝結果が継続していることは同じである。しかし、結果発生が構成要件の内容として要求されていることは同じでも、発生した法益侵害・危殆化状況の継続が要件となっていない点で区別される。
つまり、結果＝法益侵害・危殆化状況の継続が構成要件要素となっているかどうかが異なる。
- 主観的違法要素による分類
  - 目的犯
  - 傾向犯
  - 表現犯

ただし、主観的違法要素については反対説もある。

### その他の分類
- 主体による分類
  - 少年犯罪、女性犯罪（女子犯罪）、外国人犯罪、組織犯罪、企業犯罪、精神障害者犯罪、常習者犯罪
- 客体及び行為態様による分類
  - 高齢者虐待、児童虐待
- 行為者の心理による分類
  - 愉快犯、模倣犯、確信犯、過失犯
- 状況、手段、社会的背景による分類
  - 郊外型犯罪、都市型犯罪、交通犯罪、サイバー犯罪、企業犯罪

## 犯罪の発展段階
| （1）予備・陰謀 | 予備は犯罪の実行着手前の段階の行為のうち、犯罪を実現する意思でなされる準備行為 陰謀は犯罪の実行着手前の段階の行為のうち、犯罪を共同して実現するために複数の者が合意する行為 |
| 実行の着手      | |
| （2）未遂犯     | 犯罪の実行の着手があったが犯罪が完成したとみられる段階に達しなかった場合。完成しなかった理由が行為者の意思による場合は中止犯と言われる。                                    |
| 既遂時期        | |
| （3）既遂犯     | 各犯罪において構成要件をすべて充足して犯罪が完成したとみられる段階（既遂時期）に達した場合には既遂犯となる。                                                                |

## 犯罪に関する学問
罪刑法定主義が採用されている国においては、何が犯罪とされるかについて刑法などの法典に明示されている。法解釈学のひとつとも位置づけられる刑法学が発展してきた。
また、犯罪の本質をマクロ的な視点で捉える学問として、社会経済状況、価値観、文化といった観点で捉える社会学や社会心理学があり、
犯罪者に対する取り扱いや政策の問題を取り扱った刑事政策学がある（※）。
※　これは刑事学と呼ばれることもあるが、刑事学という用語はより広範な意味で用いられることもある。詳細は刑事学で解説。
事実としての犯罪の現象と原因、予防方法を研究する学問の分野を広義の犯罪学という。そのなかでも犯罪の現象と原因を研究する学問の分野を狭義の犯罪学という（詳細は刑事学を参照）。
同様に、犯罪心理学や精神医学も、実際に発生した犯罪場面を元に、犯行に至る状況要因や行為者個人の心理的な状況を捉えて研究する学問分野である。
刑法学、犯罪学、刑事政策それぞれの学問分野の関係や体系的な位置、役割分担については、それぞれの研究者によって違いがある。

## 日本の刑法における犯罪類型
日本の刑法及び特別刑法諸法に定められた犯罪には次のようなものがある。

### 個人的法益に対する罪
- 生命に対する罪
  - 殺人罪（199条）・予備罪（201条）・自殺関与・同意殺人罪（202条）・未遂罪（203条）
  - 堕胎罪（212条 - 216条）
  - 遺棄罪（217条 - 219条）
  - 過失致死傷罪（210条）・業務上過失致死傷罪（211条）
  - 危険運転致死傷罪（自動車の運転により人を死傷させる行為等の処罰に関する法律2条・3条）
- 身体に対する罪
  - 傷害罪（204条 - 207条）
  - 暴行罪（208条）・ 凶器準備集合罪（208条の3）
  - 過失傷害罪（209条）
- 自由に対する罪
  - 脅迫罪（222条）・強要罪（223条）
  - 人質による強要行為等の処罰に関する法律
  - 暴力行為等処罰に関する法律
  - 逮捕・監禁罪（220条 - 221条）
  - 略取・誘拐罪（224条 - 229条）
  - 性的自由に対する罪
  - 不同意性交等罪・不同意わいせつ罪（176条 - 181条）
  - 住居を侵す罪
  - 住居侵入罪・不退去罪（130条）
- 秘密・名誉に対する罪
  - 秘密に対する罪 信書開封罪（133条）・秘密漏示罪（134条）
  - 名誉に対する罪 名誉毀損罪（230条）・ 侮辱罪（231条）
- 信用及び業務に対する罪
  - 信用毀損罪（233条）
  - 業務妨害罪（234条）
  - 審判妨害罪（裁判所法73条）
  - 電子計算機損壊等業務妨害罪（234条の2）
- 財産に対する罪（財産犯）
  - 窃盗罪（235条）
  - 不動産侵奪罪（235条の2）
  - 知的財産権侵害罪（特許法、著作権法など）
  - 強盗罪（236条 - 241条）
  - 航空機の強取等の処罰に関する法律（ハイジャック防止法）
  - 詐欺罪（246条）
  - 恐喝罪（249条）
  - 横領罪（252条）・業務上横領罪（253条）
  - 背任罪（247条）・特別背任罪（会社法960条）
  - 盗品等関与罪（贓物罪）（256条）
  - 文書毀棄罪（258条 - 259条）・建造物等損壊罪（260条）・器物損壊罪（261条）

財産犯については、個別財産に対する罪と全体財産に対する罪、領得罪と毀棄罪とに分類するのが通常である。

### 社会的法益に対する罪
- 社会・公共の平穏に対する罪
  - 騒乱罪（106条）・多衆不解散罪（107条）
  - 放火及び失火の罪（108条 - 118条）
  - 爆発物取締罰則・火炎びんの使用等の処罰に関する法律
  - 出水・水利妨害罪（119条 - 123条）
  - 往来妨害罪（124条 - 129条）
- 取引の平穏に対する罪
  - 通貨偽造罪（148条 - 153条）
  - 有価証券偽造罪（162条 - 163条）
  - 支払用カード偽造罪（163条の2 - 163条の5）
  - 文書偽造罪（154条 - 161条の2）
  - 印章偽造罪（164条 - 168条）
- 公衆の健康に対する罪
  - あへん煙に関する罪（136条 - 141条）
  - あへん法・麻薬及び向精神薬取締法・覚醒剤取締法・大麻取締法
  - 毒物及び劇物取締法違反
  - 飲料水汚染罪（142条 - 147条）
  - 人の健康に係る公害犯罪の処罰に関する法律
- 善良な風俗に対する罪
  - 公然わいせつ罪（174条）・わいせつ物頒布等罪（わいせつ物陳列罪）（175条）
  - 淫行勧誘罪（182条）
  - 売春防止法
  - 重婚罪（183条）
  - 賭博罪（185条 - 187条）
  - 礼拝所不敬罪（188条）・墳墓発掘罪（189条）・死体損壊罪（190条）
  - 軽犯罪法

### 国家的法益に対する罪
- 国家の存立に対する罪
  - 内乱罪（77条 - 80条）
  - 外患罪（81条 - 88条）
  - 破壊活動防止法
- 国家の作用に対する罪
  - 公務執行妨害罪（95条 - 96条の6）
  - 逃走罪（97条 - 102条）
  - 犯人蔵匿罪・証拠隠滅罪（103条 - 105条の2）
  - 偽証罪（169条 - 171条）・議院における証人喚問での偽証罪（議院における証人の宣誓及び証言等に関する法律6条）
  - 虚偽告訴等罪（172条 - 173条）
  - 公務員職権濫用罪（193条 - 196条）
  - 賄賂罪（197条 - 198条）
  - 脱税罪（所得税法、法人税法など）
- 外国又は国交機能に対する罪
  - 外国国章損壊罪（92条）
  - 私戦予備・陰謀罪（93条）
  - 中立命令違反罪（94条）

## 犯罪とマスメディア
刑法の存在や判決による刑事学上認められている影響（一般予防、特別予防）についてはマスメディアの存在を前提としないものであり、また、判決や犯罪統計なども公的な機関により公開されているが、一般にマスメディアが発達した社会においては、市民は犯罪報道によって犯罪を知り、刑事裁判の判決報道によって刑罰が科されることを知り、刑罰の一般予防効果がより十全に発揮される（一般予防とは、当該犯人以外の一般に対しての予防効果を言う。これに対して、当該犯人に対する効果については特別予防と呼ぶ）。また、マスメディアは違法性のある事例や、違法となるおそれのある反社会的行為を先行して取り上げることによって、警察が捜査に乗り出したり犯罪としての立法化がおきることもある。この様に犯罪におけるマスメディアの果たす役割は大きい。
しかし、誤った報道が冤罪を生み出したり、統計を無視して体感治安で犯罪が増加していると報道することが厳罰化など刑事政策を誤った方向に導いたり、犯罪報道が類似の犯罪を誘発したりする危険性もある。また警察などの捜査機関による捜査の段階において有罪を前提とした報道がなされることは長らく問題とされてきており、現在においてもこの問題は解決されたとは言えない。いわゆる無罪推定の原則とマスメディアによる報道の兼ね合いには注意を要する。

## 犯罪とフィクション
犯罪を題材にしたフィクションの作品はジャンルとしてクライム、サスペンスの要素がある場合はクライム・サスペンスと称される。また、テレビドラマは犯罪ドラマ（はんざいドラマ）、映画は犯罪映画（はんざいえいが）もしくはクライム映画、漫画は犯罪漫画（はんざいまんが）、小説は犯罪小説（はんざいしょうせつ）と称されている。猟奇殺人をテーマに取り込んでいる作品も多く、凶悪犯罪の低年齢化を助長しているとの批判もある（メディア効果論を参照）。

## 統計
一般的に犯罪者は男性が多い。例えば、平成26年の統計によると、一般刑法犯として検挙された者の総数 25万人のうち、20万人（約８割）が男性である。